# Charles E. Rosendahl

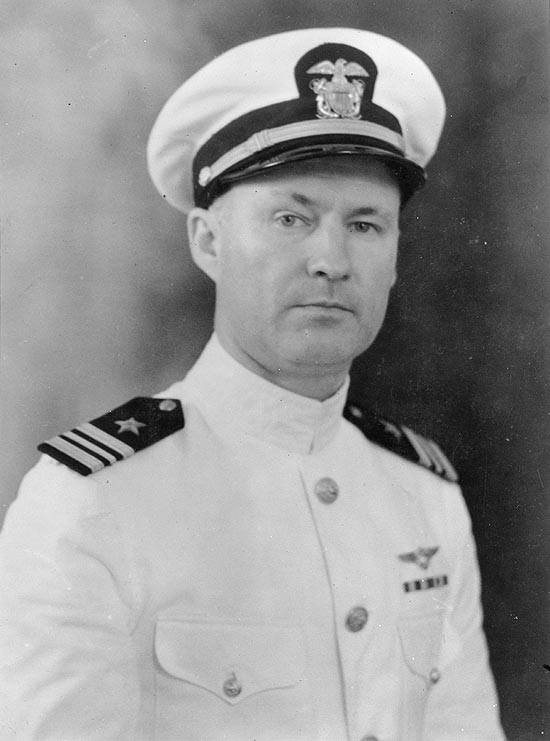
Charles E. Rosendahl (um 1930)

Charles Emery Rosendahl (* 15. Mai 1892 in Chicago, Illinois; † 17. Mai 1977 in Philadelphia, Pennsylvania) war ein US-amerikanischer Vizeadmiral. Er war eine der wichtigsten Persönlichkeiten in der amerikanischen Marine-Luftschifffahrt.

## Leben
Während des Ersten Weltkrieges diente er auf dem amerikanischen Kreuzer Huntington und war an der Indienststellung der USS McKean beteiligt. Nach dem Ende des Krieges diente er als Artillerieoffizier auf der Brooklyn.
Auf dem ersten amerikanischen Starrluftschiff ZR-1 „USS Shenandoah“ diente Rosendahl als Landemastoffizier und Navigator. Bei der Havarie des Schiffes zeichnete er sich dadurch aus, dass er den Bug des zerbrochenen Schiffes sicher zur Erde brachte und fortan als Held der Shenandoah-Katastrophe in die Geschichte einging. Von 1931 bis 1933 war er bis kurz vor ihrem Verlust Kommandant der USS Akron und war auch während der Weltfahrt von LZ 127 „Graf Zeppelin“ mit an Bord.
Bei der Katastrophe von LZ 129 „Hindenburg“ am Abend des 6. Mai 1937 war er der Kommandant der Bodenmannschaft in Lakehurst.

### Wirken im Zweiten Weltkrieg
Während des Zweiten Weltkrieges koordinierte Rosendahl die Luftschiffaktivitäten der US-Marine, wählte Luftschiffbasen aus und etablierte ein Schulungsprogramm. Er kommandierte von August 1942 bis zum April 1943 den schweren Kreuzer Minneapolis. Am 30. November 1942 nahm er an der Schlacht bei Tassafaronga teil. Das Schiff verlor durch einen japanischen Torpedotreffer seinen Bug, ein weiterer Torpedo traf den Kesselraum 2, wodurch das Schiff zeitweise seinen Antrieb verlor. Nach Behelfsreparaturen auf der Insel Tulagi konnte der Kreuzer jedoch zur vollständigen Reparatur nach Mare Island zurückkehren. Dafür erhielt Rosendahl das Navy Cross.
Im Frühjahr 1943 kehrte er nach Lakehurst zurück, um als Chief of Naval Airship Training die Ausbildung der Luftschiffer zu leiten. Gleichzeitig erhielt er auch die Beförderung zum Konteradmiral. Als Chief Naval Airship Training war er neben der Ausbildung der Luftschiff-Besatzungen auf dem Moffett Federal Airfield auch für die Weiterentwicklung und Flugversuche der US-Luftschiffe zuständig.

### Rentenalter
Rosendahl trat im Sommer 1946 als Chief of Naval Airship Training and Experimentation im Rang eines Vizeadmirals in den Ruhestand. Zuvor kontaktierte er jedoch Hugo Eckener, indem er Leutnant Godon Vaeth an den Bodensee schickte, um die Fortführung des Luftschiffbaus, den Verbleib der deutschen Luftschifftechnologie und die Bereitschaft, mit deutscher Hilfe weiter Luftschiffe zu bauen, zu besprechen.
Einen großen Teil seines Ruhestandes widmete Rosendahl der Leichter-als-Luft-Technologie.
Im Jahr 1955 kam er erstmals seit dem Zweiten Weltkrieg wieder nach Deutschland und war von den Bestrebungen des Frankfurter Kreises sehr angetan, mit LZ 132 ein neues Zeppelin-Luftschiff zu konstruieren. Im März 1959 fand mit Rosendahl an Bord die letzte Fahrt eines K-Typ-Luftschiffes, der K-43, für die US-Marine statt. Dieser Luftschiffstyp hatte während des Zweiten Weltkriegs die Hauptlast der US-Luftschiffeinsätze getragen.
In den 1960er Jahren wurde Rosendahl Partner von Henry Irwin and Associates, einem Unternehmen, welches plante, atombetriebene Frachtluftschiffe zu entwickeln.
Die History of Aviation Collection der University of Texas at Dallas (UTD) enthält unter anderem die Sammlung Rosendahls. Sie ist unter der Bezeichnung Vice Admiral Charles E. Rosendahl Lighter-than-Air Collection einzusehen.
In Zeppelinheim ist eine Straße nach ihm benannt worden.